# Mahaut
Mahaut är en ort i Dominica.   Den ligger i parishen Saint Paul, i den södra delen av landet, 7 km norr om huvudstaden Roseau. Mahaut ligger 20 meter över havet och antalet invånare är 2 369. Den ligger på ön Dominica.
Terrängen runt Mahaut är huvudsakligen kuperad, men åt nordväst är den platt. Havet är nära Mahaut åt sydväst. Runt Mahaut är det ganska tätbefolkat, med 129 invånare per kvadratkilometer. Närmaste större samhälle är Roseau, 6,9 km söder om Mahaut. I omgivningarna runt Mahaut växer i huvudsak städsegrön lövskog.